# Shorea seminis
Shorea seminis es una especie de planta fanerógama perteneciente a la familia Dipterocarpaceae. Se encuentra en Borneo y las Filipinas.

## Propiedades
Diptoindonesina A es un glucósido de ε-viniferina aislado de S. seminis.

## Taxonomía
Shorea seminis fue descrita por (De Vriese) Slooten y publicado en Univ. Calif. Publ. Bot. 15: 204 1929.
Etimología
Shorea nombre genérico que está dedicado a Sir John Shore, gobernador general de la Compañía de las Indias Orientales entre 1793 y 1798.
seminis: epíteto